# Stanton Griffis
Stanton Griffis (Boston, 1887 – New York, 1974) était un homme d’affaires et diplomate américain.
Après une carrière comme associé d’une société d'investissement, Griffis s’engagea, à partir de la Seconde Guerre mondiale, dans l’activité diplomatique. Sa nomination comme ambassadeur des États-Unis à Madrid en mars 1951 signifia de fait la fin de la période d’ostracisme infligée à l’Espagne franquiste dans l’après-guerre.

## Biographie

### Carrière dans le monde des affaires
Originaire de Boston, Stanton Griffis obtint en 1910 un diplôme de licence à l’université Cornell et servit avec le grade de capitaine dans l’état-major général de l’armée pendant la Première Guerre mondiale. Après la guerre, en 1919, il se lança dans les affaires,, finançant en 1933, au titre d’associé de Hemphill, Noyes & Co., l’acquisition par Adolf Kroch de la chaîne de librairies Brentano's, et assistant la société d'investissement Atlas Corporation dans la gestion de la salle de compétition Madison Square Garden. Il fut nommé commissaire fiduciaire de Cornell en 1930 et placé à la tête de la Paramount Pictures de 1935 à 1942,.

### Missions diplomatiques
Durant la Seconde Guerre mondiale, Griffis s’engagea dans l’activité diplomatique et dans des organisations non-gouvernementales, exerçant notamment comme envoyé spécial dans différents États d’Europe de l’Ouest entre 1942 et 1943, et dirigeant de 1943 à 1944 le Motion Picture Bureau (Office du cinéma), division de l’Office of War Information (Bureau d'information de guerre). Dans une subséquente mission de deux mois comme représentant diplomatique, Griffis s’appliqua à dissuader des fabricants suédois de roulements à billes d’exporter vers l’Allemagne. De retour aux États-Unis, Griffis fut nommé à la tête de la Croix-Rouge américaine dans l’Asie-Pacifique. En reconnaissance de son action pendant la Seconde Guerre mondiale, il se vit décerner la médaille du Mérite (en anglais Medal for Merit) et la médaille de la Liberté (en anglais Medal of Freedom),.
En mai 1947, Griffis fut désigné par le président Harry S. Truman ambassadeur des États-Unis en Pologne, poste dont il démissionna en avril 1948, pour être nommé ambassadeur en Égypte peu après, occupant ce poste jusqu’en mars 1949. Plus tard dans la même année 1949, Truman le nomma ambassadeur en Argentine, où il resta jusqu’en 1950, avant de succéder, en mars 1951, au chargé d'affaires Paul T. Culbertson comme ambassadeur en Espagne,. 
En effet, en novembre 1950, moins de trois semaines après que les Nations unies eurent décidé de lever une partie des sanctions contre l’Espagne franquiste, les États-Unis résolurent d’envoyer un ambassadeur à Madrid. Franco escomptait établir avec Griffis la relation de respect mutuel qui avait prévalu auparavant avec Carlton Hayes, le prédécesseur de Griffis de 1942 à 1945. Le nouvel ambassadeur fut chaleureusement reçu par les autorités espagnoles et accompagné dans les rues de Madrid par la flamboyante Garde maure, l’escorte personnelle du Caudillo. La liesse populaire qui accompagna l’arrivée de Griffis fit la meilleure impression aux États-Unis, à telle enseigne que le magazine Life notamment rapporta avec enthousiasme l’accueil réservé par la population espagnole au représentant américain. Lors de leur premier entretien, Griffis demanda à Franco s’il était intéressé à faire entrer l’Espagne dans l’OTAN et s’il était disposé à envoyer des troupes espagnoles hors de l’Espagne, à négocier un accord pour établir des bases américaines sur le sol espagnol, ainsi qu’à traiter l’épineux problème des libertés des protestants en Espagne. Franco répondit qu’il n’avait aucun désir de rejoindre l’OTAN, et qu’il préférait conclure un accord séparé avec les États-Unis que d’adhérer à un accord de défense avec les gouvernements de gauche de la Grande-Bretagne et de la France. Aussi, avec la nomination de Griffis à Madrid, le processus d’intégration de l’Espagne dans le monde occidental apparaissait-il lancé. Avant de quitter l’Espagne en janvier 1952, Griffis fut honoré de la grand-croix de l’ordre de Charles III,.

## Vie personnelle
Stanton Griffis était le deuxième enfant de William Elliot Griffis et avait une sœur aînée, Lillian, et un frère cadet, John Elliot Griffis, compositeur. En 1912, il épousa Dorothea, dont il divorça en 1937. Son deuxième mariage, avec l’actrice Whitney Bourne, fut plus bref encore. Enfin, il se maria avec Elizabeth Blakemore en 1973. Son fils, Nixon Griffis, et sa fille, Theodora Griffis Latouche, ont tous deux travaillé pendant un temps pour Hemphill, Noyes & Co. Theodora décéda d’un cancer à l’âge de 40 ans, en 1956. Après avoir vendu Brentano's à la société d’édition Crowell-Collier, Nixon mit un terme à sa carrière d’homme d’affaires pour exercer désormais le métier de conservateur de patrimoine. Il s’éteignit en 1993, à l’âge de 76 ans.
Stanton Griffis mourut en 1974 des suites d’une pneumonie alors qu’il était soigné pour brûlures et inhalation de fumées à l’hôpital new-yorkais de Lenox Hill.

## Écrits de Stanton Griffis
- (en) Lying in State, New York, Doubleday, 1952, 315 p. (lire en ligne) (où il relate son expérience comme ambassadeur en Argentine sous Eva et Juan Perón).